# 馬高·天米路
馬高·天米路（Marco Tumminello ，1998年11月6日—）是意大利的職業足球運動員，司職前鋒，現由意大利甲組足球聯賽球會阿特蘭大外借至意大利乙組足球聯賽球會佩斯卡拉。